# Хмелевка (метеорит)
Хмелёвка (англ. Khmelevka) — метеорит-хондрит весом 6100 грамм, из метеоритного роя, выпавшего в Сибирском крае в 1929 году.

## История
Необычайно яркий болид, наблюдавшийся 1 марта 1929 года (современная Омская область), послужил причиной для поисков метеорита.
Профессор П. Л. Драверт обнаружил метеорит спустя почти 8 лет. Главный фрагмент весом около 6 кг был найден у крестьянина деревни Хмелевка (Омская область) в бочке с квашеной капустой. Метеорит употреблялся им в качестве гнета.